# Nothofagus menziesii

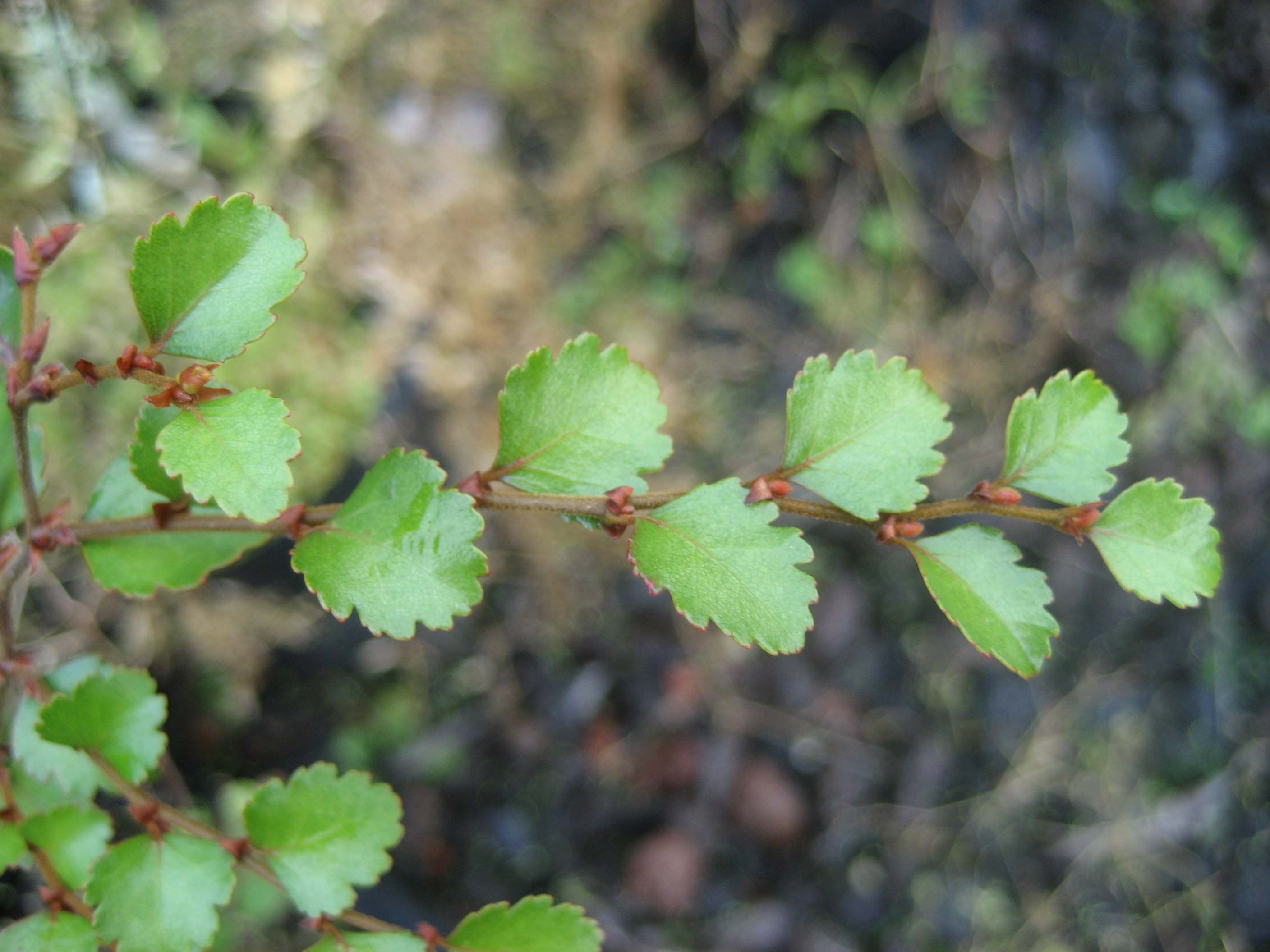
Follaje.

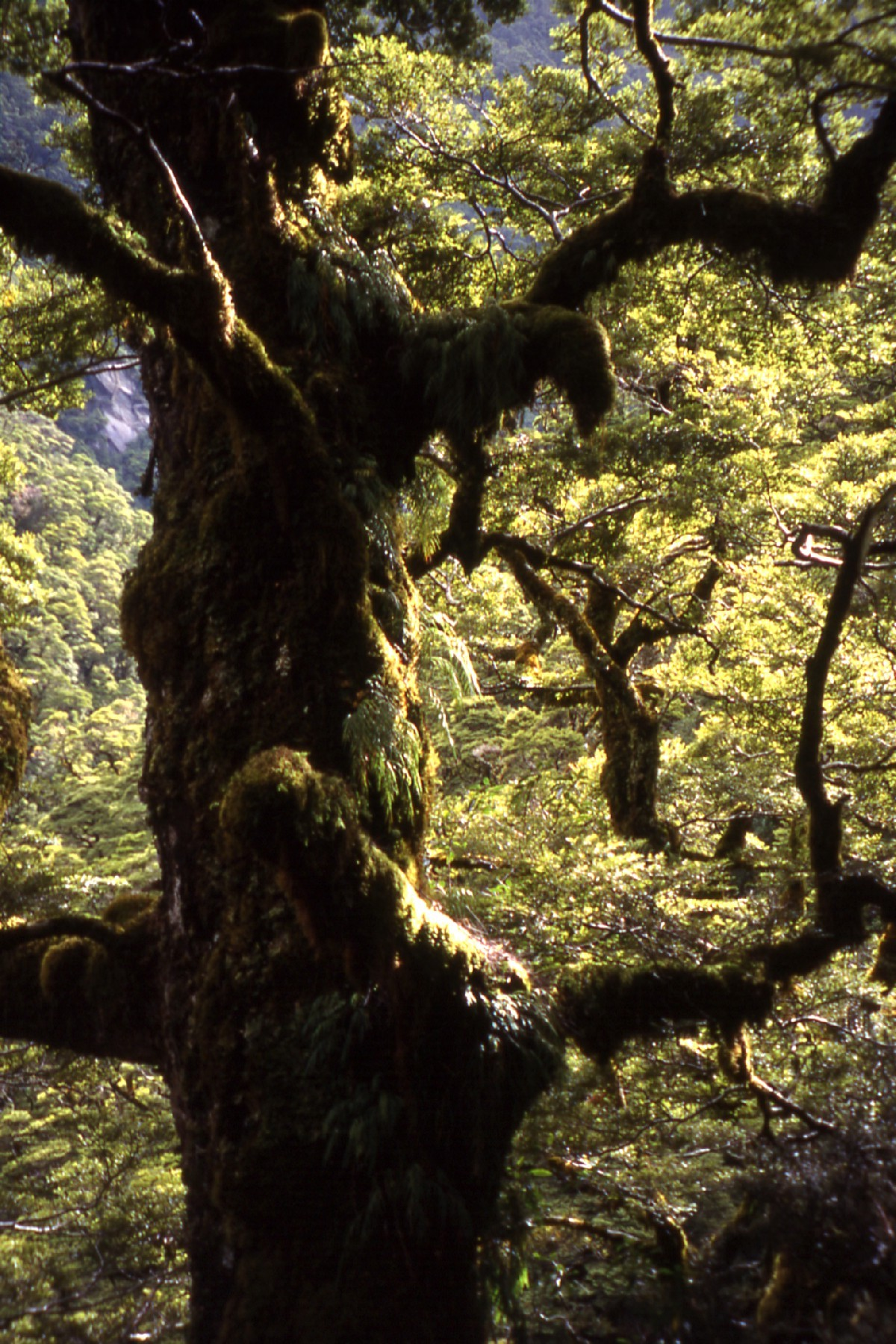
Árbol viejo

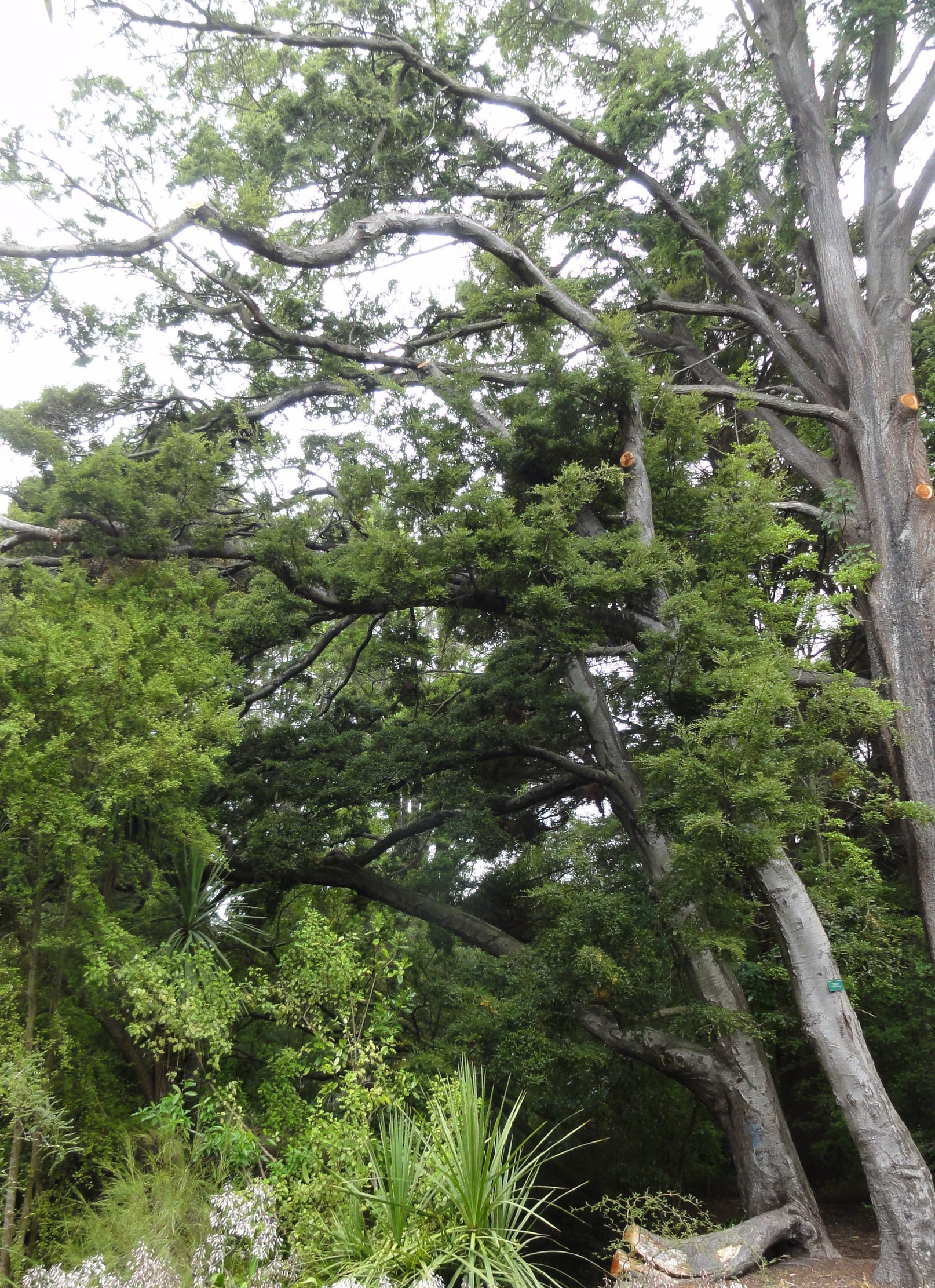
Vista del árbol

Nothofagus menziesii, el haya plateada de Nueva Zelanda, es un  árbol de los Nothofagus o género de haya austral endémico de Nueva Zelanda. Su nombre común viene probablemente de que su corteza es de color blancuzco, particularmente en los especímenes jóvenes.

## Distribución y hábitat
Se encuentra desde Thames hacia el sur en la Isla Norte (excepto Monte Egmont), y en toda la Isla Sur. 

## Distribución
El haya plateada es un árbol de los bosques de hasta 30 m de alto. El tronco, el cual es con frecuencia surcado, y puede llegar a 2 m de diámetro. Las hojas son pequeñas, gruesas, y casi de forma redonda de 6 a 15 mm de largo y 5 a 15 mm de ancho con dientes redondeados los cuales son usualmente en pares, 1 o 2 domacios franjeados de vello se encuentran en el haz de cada hoja. Su nombre en maorí es Tāwhai. Crece desde bajas altitudes hasta las montañas.

## Cultivo y usos
Es un árbol muy ornamental y estimado por sus hojas y puede ser cultivado en regiones con clima húmedo y fresco. Crece bien en Escocia y el norte de la costa del  Pacífico de los Estados Unidos.

## Propiedades
La madera es dura y no es durable al exterior y es usada para muebles. La corteza contiene un tinte negro  que es usado para teñir pieles.

## Taxonomía
Nothofagus menziesii fue descrita por (Hook.f.) Oerst. y publicado en Skrifter Udgivne af Videnskabs-Selskabet i Christiana. Mathematisk-naturvidenskabelig Klass 5(9): 355. 1873.
Etimología
Nothofagus: nombre genérico compuesto de notho = "falso" y Fagus = "haya", nombrándolo como "falsa haya".
menziesii: epíteto otorgado en honor del botánico Archibald Menzies.
Sinonimia
- Fagus menziesii Hook.f.[10][11]